# Бамба, Дауда
Дауда́ Карамоко́ Бамба́ (фр. Daouda Karamoko Bamba; род. 5 марта 1995, Дабу, Лагюн) — ивуарийский футболист, нападающий клуба «Шкендия».

## Клубная карьера
Дауда Бамба начинал свою карьеру футболиста в 2013 году в норвежском клубе «Конгсвингер», играя за него в Первом дивизионе. По итогам сезона 2013 «Конгсвингер» вылетел из лиги, а ивуариец перешёл в другой клуб Первого дивизиона «Кристиансунн». В 2016 году Бамба забил 20 мячей в рамках Первого дивизиона, заняв второе место в списке лучших бомбардиров турнира и внеся весомый вклад в выход «Кристиансунна» в Элитсерию.
1 апреля 2017 года ивуариец дебютировал на высшем уровне, выйдя в основном составе в домашнем матче с «Мольде». В конце того же месяца Бамба забил свой первый гол в рамках Элитсерии, отметившись в домашнем поединке против «Стрёмсгодсета».